# زنگ‌مرغ گلوبرهنه
پرنده زنگ‌مرغ گلوبرهنه (نام علمی: Procnias nudicollis) گونه‌ای از پرندگان خانواده گوهرمرغان است که در جنگل‌های نمناک نیمه‌گرمسیری و گرمسیری آرژانتین، برزیل و پاراگوئه یافت می‌شود. نر دارای پرهای سفید و پوست برهنه آبی مایل به سیاه در پیرامون چشم، منقار و گلو است. ماده کدرتر است، در بالا قهوه‌ای زیتونی با زیرتنه‌های زرد رگه‌دار است. نر یکی از بلندترین صداهای شناخته‌شده پرندگان را دارد که صدایی فلزی شبیه ضربه چکش به سندان تولید می‌کند. این پرنده از میوه تغذیه می‌کند و در پراکندگی بذر درختان جنگلی نقش دارد. به دلیل از دست دادن زیستگاه جنگلی و نگهداری برای تجارت پرندگان خانگی، تقریباً در معرض خطر در نظر گرفته می‌شود.
مانند دیگر پرندگان زنگ‌مرغ (Procnias)، P. nudicollis دارای نوک کوتاه با شکاف پهن است.